# Denkiehausen
Denkiehausen ist ein Ortsteil der Gemeinde Wangelnstedt in der Samtgemeinde Eschershausen-Stadtoldendorf im Landkreis Holzminden in Niedersachsen.

## Geographie

### Geographische Lage
Der Weiler liegt ca. 7 km südlich von Stadtoldendorf zwischen dem Holzberg und den Amtsbergen. In westlicher Richtung ist der nächste Ort Heinade, in südlicher Richtung Mackensen.

## Geschichte
Der Ort existierte bereits im Mittelalter als „Denkingehusen“ und gehört damit zur Gruppe der -inghausen-Orte, eine im altsächsischen Raum weitverbreitete Endung. Die Siedlung wurde 1295 erstmals urkundlich erwähnt, als das Kloster Amelungsborn vier Hufen Land erwarb. In der frühen Neuzeit hatten die Herren von Rauschenplat hier wie auch in Dassel ein Hof im Lehensbesitz. Während seiner Zugehörigkeit zum Herzogtum Braunschweig wurde das Dorf vom Amt Wickensen aus verwaltet.
Am 1. Januar 1973 wurde Denkiehausen in die Gemeinde Wangelnstedt eingegliedert.

## Politik

### Wappen
Das Wappen ist grün. Durch eine senkrecht angeordnete Harke ist es vertikal zweigeteilt. Links befindet sich ein goldenes Buchenblatt, rechts ein goldenes Eichenblatt.